# Unione Sovietica agli XI Giochi olimpici invernali
L'Unione Sovietica partecipò agli XI Giochi olimpici invernali, svoltisi a Sapporo, Giappone, dal 3 al 13 febbraio 1972, con una delegazione di 78 atleti impegnati in nove discipline.

## Medagliere

### Per discipline
| Sport                   | Oro | Argento | Bronzo | Totale |
| ----------------------- | --- | ------- | ------ | ------ |
| Sci di fondo            | 5   | 2       | 1      | 8      |
| Pattinaggio di figura   | 1   | 2       | 0      | 3      |
| Biathlon                | 1   | 0       | 0      | 1      |
| Hockey su ghiaccio      | 1   | 0       | 0      | 1      |
| Pattinaggio di velocità | 0   | 1       | 2      | 3      |
| Totale                  | 8   | 5       | 3      | 16     |

### Medaglie
| Medaglia | Atleta | Sport                   | Evento                         |
| -------- | --- | ----------------------- | ------------------------------ |
| Oro      | Aleksandr Tichonov Rinat Safin Ivan Bjakov Viktor Mamatov | Biathlon                | Staffetta 4x7,5 km maschile    |
| Oro      | Aleksandr Paškov Vladislav Tret'jak Gennadij Cygankov Vitalij Davydov Viktor Kuz'kin Vladimir Lutčenko Aleksandr Ragulin Igor' Romiševskij Valerij Vasil'ev Jurij Blinov Anatolij Firsov Valerij Charlamov Aleksandr Jakušev Aleksandr Mal'cev Boris Michajlov Evgenij Mišakov Vladimir Petrov Vladimir Šadrin Vladimir Vikulov Evgenij Zimin | Hockey su ghiaccio      | Maschile                       |
| Oro      | Irina Rodnina Aleksej Ulanov | Pattinaggio di figura   | Pattinaggio di figura a coppie |
| Oro      | Vjačeslav Vedenin | Sci di fondo            | 30 km maschile                 |
| Oro      | Vladimir Voronkov Jurij Skobov Fëdor Simašev Vjačeslav Vedenin | Sci di fondo            | Staffetta maschile             |
| Oro      | Galina Kulakova | Sci di fondo            | 5 km femminile                 |
| Oro      | Galina Kulakova | Sci di fondo            | 10 km femminile                |
| Oro      | Ljubov' Muchačëva Alevtina Oljunina Galina Kulakova | Sci di fondo            | Staffetta femminile            |
| Argento  | Sergej Četveruchin | Pattinaggio di figura   | Pattinaggio di figura maschile |
| Argento  | Ljudmila Smirnova Andrej Surajkin | Pattinaggio di figura   | Pattinaggio di figura a coppie |
| Argento  | Vera Krasnova | Pattinaggio di velocità | 500 m femminile                |
| Argento  | Fëdor Simašev | Sci di fondo            | 15 km maschile                 |
| Argento  | Alevtina Oljunina | Sci di fondo            | 10 km femminile                |
| Bronzo   | Valerij Muratov | Pattinaggio di velocità | 500 m maschile                 |
| Bronzo   | Ljudmila Titova | Pattinaggio di velocità | 500 m femminile                |
| Bronzo   | Vjačeslav Vedenin | Sci di fondo            | 50 km maschile                 |